# Körpergewicht
Das Körpergewicht, eigentlich Körpermasse, ist ein biometrisches Merkmal und bezeichnet die physikalische Masse eines Menschen, üblicherweise angegeben in Kilogramm (kg). Es ist kurz nach der Geburt (Geburtsmasse) am geringsten und nimmt dann bis zum Erwachsenenalter bei normaler Entwicklung zusammen mit der Körpergröße stetig zu.
Viele Menschen, vor allem in Entwicklungsländern, leiden aufgrund von Mangelernährung an Untergewicht. Übergewicht (bzw. dessen schwere Form Adipositas) ist ein verbreitetes Problem, das sowohl in Entwicklungsländern als auch in Industrieländern stark zugenommen hat.
Auch Essstörungen können Untergewicht verursachen (z. B. Anorexia nervosa und Bulimie) oder zu Übergewicht führen (z. B. Binge Eating und Bulimie).

## Geburtsgewicht

Quantile des Geburtsgewichts von Lebendgeborenen in Deutschland 1990–2008

Das Geburtsgewicht von Neugeborenen wird in vielen Ländern ermittelt, aufgezeichnet und statistisch ausgewertet. Berechnungen anhand der Daten von 2,2 Millionen Einlingsschwangerschaften in Deutschland zeigten einen linearen Zusammenhang zwischen der Körpergröße der Mutter und dem Geburtsgewicht des Kindes. Mit den im Verhältnis zur Größe der Mutter ermittelten Perzentilen können „genetisch“ kleine und „genetisch“ große, dennoch gesunde Neugeborene adäquater klassifiziert werden.
Neugeborene von unterernährten Frauen haben nicht nur ein geringeres Geburtsgewicht, sondern sie wachsen im ersten Lebensjahr langsamer, können an kognitiven Beeinträchtigungen leiden und Schädelfehlbildungen aufweisen.
Es gibt zudem eine Korrelation zwischen (Über-)Gewicht der Gebärenden und (Über-)Gewicht des Neugeborenen. Übergewicht schon im Mutterleib macht die Geburt riskanter (ab 4000 Gramm nehmen die Geburtsrisiken ein wenig zu, ab 4500 Gramm deutlich) und kann lebenslange Probleme für die Geborenen zur Folge haben. Um dem vorzubeugen, wird bei den Schwangerschaftsvorsorgen vor der Geburt die Größe des Ungeborenen anhand von Ultraschallaufnahmen festgestellt, um einschätzen zu können, ob eine natürliche Geburt mit ausreichender Wahrscheinlichkeit problemlos möglich ist oder ob ein vorsorglicher Kaiserschnitt geplant werden muss.
Übergewichtige Frauen leiden häufiger unter einem Schwangerschaftsdiabetes. Bei Frauen mit Diabetes oder Schwangerschaftsdiabetes hat der erhöhte Blutzuckerspiegel der Mutter Auswirkungen auf den Stoffwechsel und die Organentwicklung des Ungeborenen. Bei ihnen besteht eine erhöhte Wahrscheinlichkeit, dass sie zum Zeitpunkt der Geburt sehr groß sind. Ihre Entwicklung kann dennoch verzögert sein, sie erreichen oft eine geringere Leistungsfähigkeit.

## Masse einzelner Bestandteile

Masse-Verteilung auf Glieder

Die Körpermasse (Gewicht) verteilt sich beim erwachsenen Menschen auf die einzelnen Glieder im Durchschnitt: Kopf 7 Prozent, Rumpf 43 Prozent, ein Arm 6 Prozent (davon Oberarm 3 Prozent, Unterarm 2 Prozent, Hand 1 Prozent), also zwei Arme 12 Prozent, ein Bein 19 Prozent (davon Oberschenkel 12 Prozent, Unterschenkel 5 Prozent, Fuß 2 Prozent), also zwei Beine 38 Prozent. Bei Frauen ist das relative Gewicht von Kopf und Oberschenkeln schwerer als beim Mann, der Rumpf und die anderen Glieder hingegen sind relativ leichter. Bei Säuglingen und Kindern ist der Kopf relativ zum Gesamtkörper deutlich größer und schwerer.
Das Blutvolumen beträgt beim erwachsenen Menschen ca. 4,5 bis 6,0 Liter (ca. 8 Prozent des Körpergewichts (KG); 77 ±10 ml/kg KG bei Männern und 65 ±10 ml/kg KG bei Frauen).
Die Haut bildet im Durchschnitt eine Masse von 14 Kilogramm (ohne Unterhaut) und macht damit etwa 20 Prozent des Körpergewichts aus.
Das Skelett hat einen Anteil von zwölf Prozent am Gesamtgewicht, bei einem 75 Kilogramm schweren Menschen wiegen die Knochen im Durchschnitt neun Kilogramm.

## Berechnungsformeln, Indizes
Körpergewicht kann mittels einer Waage schnell und unkompliziert gemessen werden. Eine quantitative Bewertung des Körpergewichts in Relation zur Körpergröße gilt als problematisch. In den letzten 150 Jahren wurden dazu eine Reihe von Indizes entwickelt.

### Broca-Index
Der Broca-Index ist ein Maß zur Berechnung des „Normalgewichtes“ einer Person. Er wurde von Paul Broca, einem französischen Arzt, Chirurgen und Anthropologen (1824–1880), entwickelt.
Der Index definiert ausgehend von der Körpergröße {\displaystyle l} (in cm) ein Normalgewicht {\displaystyle m} (in kg) nach der Formel:
{\displaystyle m} = {\displaystyle l} − 100
In der zweiten Hälfte des 20. Jahrhunderts wurde oftmals auch von einem „Idealgewicht“ von nur 90 % für Männer und nur 80 % für Frauen von dem oben berechneten Wert ausgegangen, allerdings mehr aus ästhetischen denn aus medizinischen Gründen.
Der Broca-Index erlaubt lediglich eine grobe Einschätzung und trifft für den Bereich mittlerer Körpergrößen am besten zu; bei sehr großen und sehr kleinen Körpergrößen ist der BMI etwas genauer (eine Grenzwertbetrachtung kann die Limitierung veranschaulichen: Wie viel darf eine Person mit 1 m Körpergröße nach Broca wiegen? Das Broca-Idealgewicht ist bei sehr kleiner Körpergröße zu niedrig und bei sehr großer zu hoch). Graphisch betrachtet ist das Broca-Idealgewicht in Abhängigkeit von der Körpergröße eine Gerade, der Body-Mass-Index eine leicht gekrümmte Kurve (Parabel).
Weil Besonderheiten des jeweiligen Körperbaus unberücksichtigt bleiben, sind sowohl BMI als auch Broca-Index in ihrer Aussagekraft begrenzt; zum Beispiel hat ein Bodybuilder einen sehr geringen Körperfettanteil, aber aufgrund seiner hohen Muskelmasse unter Umständen einen BMI von deutlich über 25.
Der Vorteil der nach Broca errechneten Gewichte liegt darin, dass ein metrisch denkender Mensch sie im Kopf errechnen kann.
Beispiel:
Für einen 1,75 m großen Mann liefert der Broca-Index als Normalgewicht 75 kg und als Idealgewicht (−10 %) 67,5 kg. Das entspricht BMI-Werten von 24,5 bzw. 22, also Werten innerhalb des normalgewichtigen Bereiches. Für eine 1,65 m große Frau liefert der Broca-Index als Normalgewicht 65 kg und als Idealgewicht (−20 %) 52 kg. Das entspricht BMI-Werten von 24 bzw. 19, also Werten innerhalb des normalgewichtigen Bereiches. Ab einem Alter von 65 Jahren werden beim Mann und der Frau für das Idealgewicht 2,5 kg hinzugerechnet.

### Body-Mass-Index
Der Body-Mass-Index (BMI), im deutschen Sprachraum zuweilen auch Körpermasseindex oder -zahl genannt, ermittelt aus der Körpermasse {\displaystyle m} (in kg) und der Körpergröße {\displaystyle l} (in m) einen Index nach der Formel:
{\displaystyle {\mathit {BMI}}={\frac {m}{l^{2}}}}
Dieser wird mit – je nach Quelle geschlechts- oder altersabhängigen – Standardwerten verglichen.
Da bei einer Messung des Körpergewichts naturgemäß nicht zwischen Fett- und Muskelmasse unterschieden werden kann, wird die Ermittlung des BMI oftmals mit einer Messung des Körperfettanteils verbunden. Nominelles Übergewicht in Kombination mit einem niedrigen Körperfettanteil weist eher auf einen muskulösen Menschen als auf gesundheitsgefährdendes Fett hin. Allerdings ist hier auch zu bedenken, dass die Belastung der Hüft- und der Kniegelenke und der Lendenwirbelsäule nur vom Gewicht bestimmt wird, gleichgültig ob das Gewicht aus Schulter- und Armmuskulatur oder aus Bauchfettpolstern stammt.

### Ponderal-Index
Der Ponderal-Index ähnelt dem BMI. Seine Formel lautet:
{\displaystyle {\mathit {PI}}={\frac {m}{l^{3}}}}
Werte zwischen 11 und 14 kg/m3 gelten dabei als normal. Dieser Index von der Dimension einer Massendichte erfüllt beinahe die Bedingungen einer
dimensionslosen Kennzahl der Ähnlichkeitstheorie, da er dimensionsanalytisch unabhängig von der Körpergröße und daher auch für Kinder und sehr große Menschen anwendbar ist. Der Ponderal-Index ist dennoch wenig verbreitet.

### Area Mass Index
Im Unterschied zum BMI und zum Ponderal-Index stellt der Area Mass Index (AMI) das Verhältnis der Körpermasse (ugs.: Körpergewicht) zur tatsächlichen Körperoberfläche dar, wobei die Körperoberfläche vom individuellen Körperbau (Statur) und dem Geschlecht einer Person abhängt.

### Taille-Hüft-Verhältnis
Das Taille-Hüft-Verhältnis (TDV), auch Waist-Hip-Ratio (WHR) genannt, ignoriert das Verhältnis von Körpergewicht und Körpergröße und stützt sich allein auf die Körperformen. Ursprünglich hauptsächlich als Indikator für unterschiedliche Gesundheitsrisiken bei gleichem BMI verwendet, dient die Waist-Hip-Ratio  auch als alleiniger Indikator für Übergewicht.

### Body-Adiposity-Index
Der Body-Adiposity-Index (BAI) ist eine andere Methode, mit der der Körperfettanteil berechnet bzw. abgeschätzt werden soll. Dieser ab 2011 populär gewordene Index berücksichtigt neben der Körperlänge auch den Hüftumfang mit der Formel:
BAI = (Hüftumfang in cm) / (Körperlänge in m)1,5 − 18.
Eine Studie des Instituts für Ernährungsforschung Potsdam-Rehbrücke und der Medizinischen Klinik IV der Universität Tübingen im Jahre 2012 kam zu dem Ergebnis, dass der BAI dem BMI in seiner Aussagekraft unterlegen ist und der BMI demgegenüber in engerer Beziehung zur Körperfettverteilung steht – insbesondere bei Männern. Der gemessene Taillenumfang habe dagegen, der gleichen Studie zufolge, eine noch höhere Aussagekraft über den prozentualen Körperfettanteil als der BMI oder der BAI. Auch bei der Abschätzung des Diabetesrisikos war der BMI dem BAI überlegen, allerdings hatte auch hier der Taillenumfang wieder eine noch höhere Aussagekraft. Der BAI komme laut der Studie somit nicht als Alternative zum BMI in Betracht, das Messen des Taillenumfangs als Ergänzung zur Bestimmung des BMI sei dagegen sinnvoll.

### Body Shape Index
Der Body-Shape-Index (BSI oder ABSI), der aus Taillenumfang, Body-Mass-Index und Körpergröße berechnet wird, soll besser als der BMI Gesundheitsrisiken prognostizieren, indem er das besonders schädliche Bauchfett mit in die Berechnung einbezieht. Aussagekräftig ist vor allem der ABSI-z-Wert, welcher den eigenen Wert mit den Durchschnittswerten der Bevölkerung (in den USA) vergleicht und so ein über- oder unterdurchschnittliches Risiko ermittelt. Als Krankheiten, die in Verbindung mit erhöhtem Bauchfett stehen, gelten z. B. Herzinfarkt, Bluthochdruck, Schlaganfall und Arteriosklerose. Für Schwangere ist diese Messmethode nicht geeignet. Die in den USA entwickelte Methode soll für schwarze und weiße, nicht aber für mexikanische Ethnien gelten.

### Bauchumfang
Als weitere Vereinfachung des Taille-Hüft-Verhältnisses wird der reine Bauchumfang, unabhängig von der Körpergröße, als Indikator für Übergewicht herangezogen. Aufgrund ihrer Einfachheit wird diese Methode noch von vielen Ärzten favorisiert.

### Waist-to-Height Ratio und Body Roundness Index
Das Waist-to-Height Ratio (WHtR), also das Taille-zu-Größe-Verhältnis, bezeichnet das Verhältnis zwischen Taillenumfang und Körpergröße. Der Body Roundness Index nutzt die gleichen Eingangsgrößen, ist aber schwieriger zu berechnen. Die beiden Indizes sollen im Vergleich zum BMI eine bessere Aussage über die Verteilung des Bauchfetts machen und somit eine größere Aussagekraft bezüglich der gesundheitlichen Relevanz von Übergewicht erlauben. Dies wurde u. a.in einer über acht Jahre laufenden Studie der Münchener Ludwig-Maximilians-Universität mit über 11.000 Probanden nachgewiesen.
Der BMI hingegen sagt weniger über die gesundheitlich relevanten Ursachen eines Über- oder Untergewichts aus, da beispielsweise sehr muskulöse Männer einen hohen BMI aufweisen.

## Normal- und Idealgewicht

Gewichtsklassen in Abhängigkeit von Körpermasse und Körpergröße nach BMI-Angaben der WHO

Es gibt keinen medizinischen Konsens, was das als Normalgewicht zu bezeichnende „wünschenswerte“ oder „natürliche“ Körpergewicht eines Menschen sein sollte. Es ist sogar strittig, ob es einen solchen festzulegenden Wert überhaupt gibt. Insofern existieren verschiedene Bemessungsformeln zur Ermittlung des Normal- bzw. Ideal- und Unter- bzw. Übergewichts, die im Ergebnis ähnliche Werte ergeben. Trotz dieser Diskussion um den richtigen Wert eines Normal- oder Idealgewichtes gibt es klare Vorstellungen, außerhalb welcher Gewichtsbandbreite eine Person als (krankhaft) unter- oder übergewichtig zu beurteilen ist.
Bekannt wurde vor allem eine großangelegte Studie US-amerikanischer Lebensversicherungsgesellschaften aus den 1950er Jahren, in der man – in Abhängigkeit von Körpergröße, Geschlecht und Schwere des Knochenbaus – die Körpergewichte mit der höchsten Lebenserwartung ermittelte und diese als „Idealgewichte“ bezeichnete. Die Werte betrugen beispielsweise für einen 180 cm großen Mann mit mittelschwerem Knochenbau 68 bis 75 kg (≙ BMI 21 bis 23), für eine gleich große Frau 63 bis 70 kg; für einen 170 cm großen Mann 61 bis 67 kg, für eine gleich große Frau 56 bis 63 kg. Bei schwerem Knochenbau lagen die Werte um 3 kg höher, bei leichtem um 3 kg niedriger. Pro 10 cm Körpergröße erhöhten bzw. verminderten sich die Werte um 5 bis 6 kg.
Neben den üblichen Berechnungsmethoden werden zur Beurteilung auch Quantile (für Unter-/Übergewicht) oder der Median (für das Idealgewicht) von empirisch gewonnenen Verteilungen des Körpergewichts einer Bevölkerungsgruppe benutzt.
Ein aktueller Bericht der WHO verwendet den BMI und definiert Normalgewicht mit einem BMI von 18,5 bis 24,9.

## Guthrie-Formel
Der US-amerikanische Arzt Clyde Guthrie (1880–1931) entwickelte eine Schätzformel für das Idealgewicht in britischen Pfund. Die Anzahl derjenigen Zoll, die die Körpergröße von fünf Fuß übertrifft, wird mit 5,5 multipliziert; das Produkt wird zu 110 addiert.

## Untergewicht
Ein aktueller Bericht der Weltgesundheitsorganisation (WHO) verwendet den BMI und definiert Untergewicht mit einem BMI von weniger als 18,5.
Untergewicht (als Folge von Unterernährung) geht oft einher mit einer mangelhaften Versorgung des Körpers mit Protein, Fetten und Kohlenhydraten sowie Vitaminen und Mineralstoffen. Die Haut und das Haar verändern sich, die Knochen können entkalken und die Muskeln schwinden. Außerdem können einige Organe ihre Aufgabe nicht mehr richtig erfüllen, weil Nährstoffe fehlen.

## Übergewicht
Ein Bericht der WHO aus dem Jahr 2000 verwendet den BMI, um Übergewicht wie folgt zu definieren:
|                                              | BMI     |
| -------------------------------------------- | ------- |
| Präadipositas (Übergewicht im engeren Sinne) | 25–29,9 |
| Adipositas Grad I                            | 30–34,9 |
| Adipositas Grad II                           | 35–39,9 |
| Adipositas Grad III                          | > 40    |

Die gesundheitliche Bewertung dieser Grenzwerte ist allerdings in der Fachwelt uneinheitlich. Übergewicht gilt als Risikofaktor für verschiedene Erkrankungen (zum Beispiel Herzinfarkt, Schlaganfall, Diabetes mellitus). Regelmäßige Bewegung und mäßiges Essen (vor allem wenig Fett und wenig Kohlenhydrate) können das Körpergewicht senken.

### Adipositas-Paradoxon
Einige vielbeachtete, allerdings umstrittene Publikationen legten nahe, dass die genannten Werte neu bewertet werden sollten. Demnach sei ein BMI von 25 bis 30 für die körperliche Gesundheit von Vorteil, da Menschen mit leichtem bis mittlerem Übergewicht durchschnittlich länger lebten, wofür der Begriff „Adipositas-Paradoxon“ geprägt wurde. Bei einigen Krankheiten könnte eine höhere Fettreserve von Vorteil sein (beispielsweise bei Operationen oder schweren Infektionen). Das, was als Übergewicht/Präadipositas bezeichnet wird, sei statistisch gesehen das Idealgewicht, da es das Gewicht mit der höchsten Lebenserwartung sei. Beispielsweise haben nach einer israelischen Langzeitstudie an 10.000 Männern im Alter über 40 Jahren Männer mit leichtem Übergewicht (BMI von 25 bis 27) deutlich bessere Aussichten auf Langlebigkeit als normalgewichtige Männer. Bei starkem Übergewicht (BMI > 27) sinkt die Lebenserwartung wieder.
Zwei Publikationen von 2009 und 2010, in denen eine Vielzahl von Studien und Metaanalysen verglichen und bewertet wurden, zeigen, dass ein leichtes Übergewicht für die Anfälligkeit gegenüber einigen Krankheiten von Nachteil ist, für andere von Vorteil. Es kommt auch sehr stark darauf an, wo das Körperfett gespeichert wurde, wenn dieses im Bauchraum („apfelförmige“ Figur) ist, so erhöht dieses das Risiko für Herz-Kreislauf-Erkrankungen und Zuckerkrankheit. Fett an Gesäß und Oberschenkeln („birnenförmige“ Figur) kann vor gerade diesen Erkrankungen schützen. Allerdings ist nach heutigen Erkenntnissen die Fettverteilung im Körper genetisch festgelegt und somit nicht beeinflussbar, und das Arthroserisiko für die Gelenke der unteren Extremitäten wird durch das Gewicht unabhängig von der Fettverteilung erhöht. Die genannten Publikationen blieben in der Fachwelt auch keinesfalls unwidersprochen.
Die bislang umfassendste, 2016 veröffentlichte Metaanalyse zum Thema stellte jedoch fest, dass die These vom „gesunden Übergewicht“ nicht haltbar sei. Das „Adipositas-Paradoxon“ existiere demnach nicht; die Gesamt-Sterblichkeit sei bei übergewichtigen und adipösen Menschen erhöht. Bisherige Studien hätten nicht berücksichtigt, dass einige chronische Krankheiten, Rauchen etc. das Gewicht senken, aber die Sterblichkeit erhöhen und somit die Statistik verzerren.

## Maximalgewicht
Die schwersten Menschen mit Wikipedia-Artikel sind oder waren:

 (Zahlen in Klammern sind gerechnet oder geschätzt)
| Name                       | Masse        | Größe    | BMI       | gelebt    | Alter |
| -------------------------- | ------------ | -------- | --------- | --------- | ----- |
| Jon Brower Minnoch         | 442 (635) kg | 1,85 m   | (129/185) | 1941–1983 | 42 J. |
| Chalid bin Muhsin Schaʿiri | 610 kg       | (1,73 m) | 204       | 1991-     |       |
| Manuel Uribe               | 592 kg       | 1,96 m   | (154)     | 1965–2014 | 49 J. |
| Daniel Lambert             | 315 kg       |          |           | 1770–1809 | 39 J. |